# Czyreń brązowożółty
Czyreń brązowożółty (Phellinus viticola (Schwein.) Donk) – gatunek grzybów z rzędu szczeciniakowców (Hymenochaetaceae).

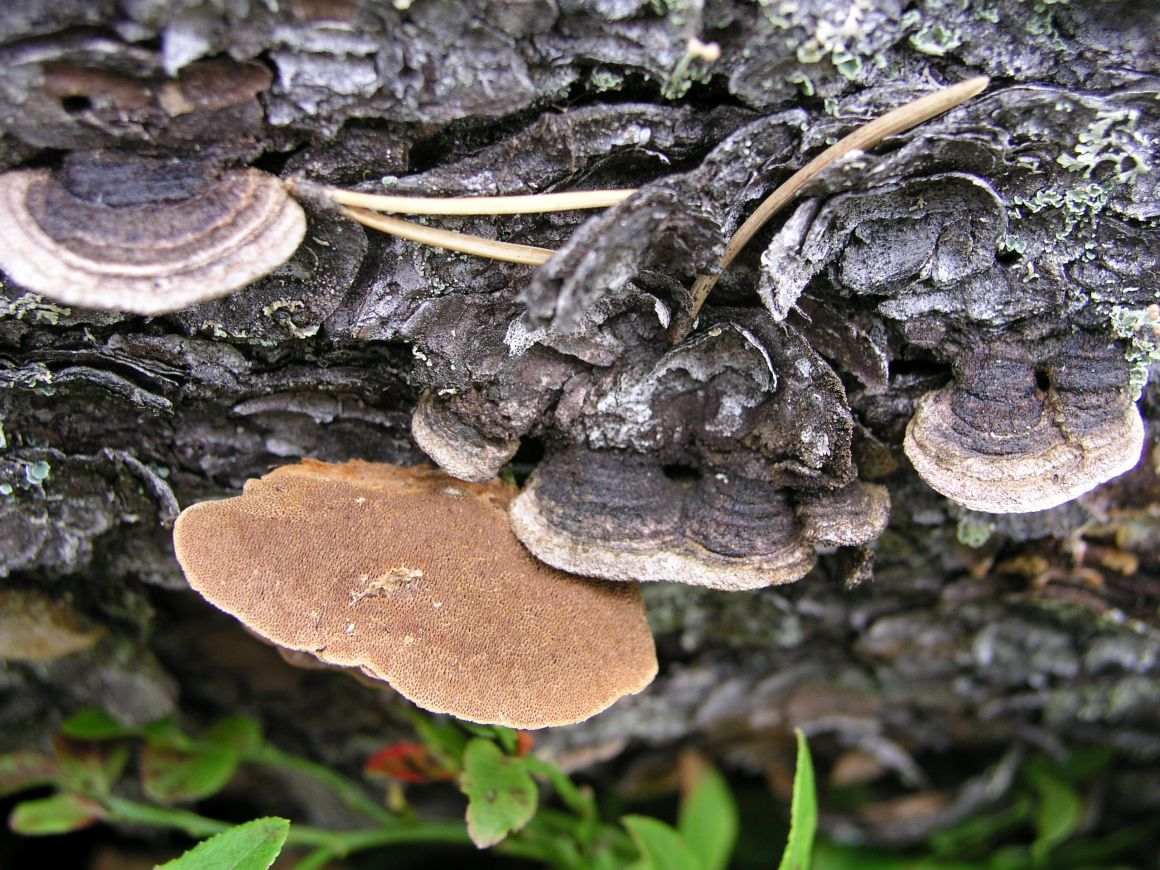

## Systematyka i nazewnictwo
Pozycja w klasyfikacji według Index Fungorum: Phellinus, Hymenochaetaceae, Hymenochaetales, Agaricomycetidae, Agaricomycetes, Agaricomycotina, Basidiomycota, Fungi.
Takson ten w 1828 r. opisał Lewis David von Schweinitz, nadając mu nazwę Polyporus viticola. Obecną, uznaną przez Index Fungorum nazwę nadał mu Marinus Anton Donk w 1966 r.
Ma 23 synonimy. Niektóre z nich:
- Fomes viticola (Schwein.) J. Lowe 1957
- Fuscoporia viticola (Schwein.) Murrill 1907
- Phellinus isabellinus (Fr.) Bourdot & Galzin 1925
- Trametes isabellina var. azurea Rick 1960[2].

Stanisław Domański w 1965 r. nadał mu polską nazwę czyreń izabelowaty, Władysław Wojewoda w 1996 zmienił ją na czyreń brunatnożółty, a w 2003 r. na czyreń brązowożółty.

## Morfologia
Owocnik
Najczęściej rozpostarty, lub rozpostarto odgięty, poduszeczkowaty, osiągający długość do 20 cm, szerokość do 5 cm i grubość do 1 cm, czasami jednak tworzy przyrośnięte bokiem kapelusze o wymiarach 0,5–2 × 0,5–15 × 0,2–1,2 cm. Powierzchnia górna szorstka, strefowana, początkowo kasztanowobrązowa, potem szarawa lub ciemnoszara, w młodych owocnikach aksamitno-włochata, potem naga. Brzeg płonny, w owocnikach rozpostartych filcowaty, p szerokości do 0,5 mm, ostry. Kontekst o grubości do 1 cm, skórzasto-włóknisty, cynamonowy lub kremowobrunatny.
Cechy mikroskopowe
Hymenofor rurkowaty. Rurki grzyba o długości do 10 mm, żółtawobrunatne lub rudobrunatne, wewnątrz szarawe. Pory okrągłe lub nieco kanciaste, o średnicy 0,2–0,5 mm, przeciętnie w liczbie 4–5 na 1 mm. Zarodniki bezbarwne, cylindryczne, z jednej strony słabo spłaszczone i nieco ukośnie zwężone u podstawy.

## Występowanie i siedlisko
Występuje w Ameryce Północnej, Środkowej i Południowej, Europie, Azji i Australii. W Europie najliczniejsze stanowiska podano na Półwyspie Skandynawskim. W. Wojewoda w 2003 r. przytacza 6 jego stanowisk na terenie Polski, wszystkie w górach. Znajduje się na Czerwonej liście roślin i grzybów Polski. Ma status E – gatunek wymierający, którego przeżycie jest mało prawdopodobne, jeśli nadal będą działać czynniki zagrożenia. Znajduje się na listach gatunków zagrożonych także w Niemczech.
Grzyb nadrzewny, saprotrof. Występuje w lasach iglastych na martwych, leżących na ziemi pniach świerka i sosny.